# Arinsal
Arinsal è un villaggio di Andorra, nella parrocchia di La Massana con 1 655 abitanti (dato 2010).
Si trova nella valle del rio Arinsal. All'interno del suo territorio si trovano i picchi di Coma Pedrosa, il Medecorba e il picco della Pla de l'Estany, che sono i più alti di Andorra. Il picco di Arinsal fa da confine tra la parrocchia di La Massana e la parrocchia di Ordino.
La chiesa del villaggio è dedicata a sant'Andrea ed è in stile romanico, con il campanile in pianta quadrata.
La festa major si celebra la terza settimana di agosto mentre il giorno del santo patrono (sant'Andrea) è il 30 novembre.
Dai primi anni Settanta è entrata in funzione una stazione sciistica situata nella valle di Comallémpia, che a partire dal gennaio 2001 e collegata con la stazione sciistica di Pal.